# Insula corăbiilor naufragiate
Insula corăbiilor naufragiate sau Insula corăbiilor scufundate (rusă Остров погибших кораблей) este un roman științifico-fantastic de Aleksandr Beleaev. A apărut prima dată în 1926.

## Prezentare
În Oceanul Atlantic, în Triunghiul Bermudelor, s-a format un grup de alge Sargassum. Aceste alge sunt atât de lipite una de alta încât toate navele care intră în zonă rămân blocate aici pentru totdeauna. Împreună cu oamenii de la bord, eroii cărții sunt blocați în această zonă.

## Legături externe
- Insula corăbiilor naufragiate la fantlab.ru